# Eva-Maria Buch

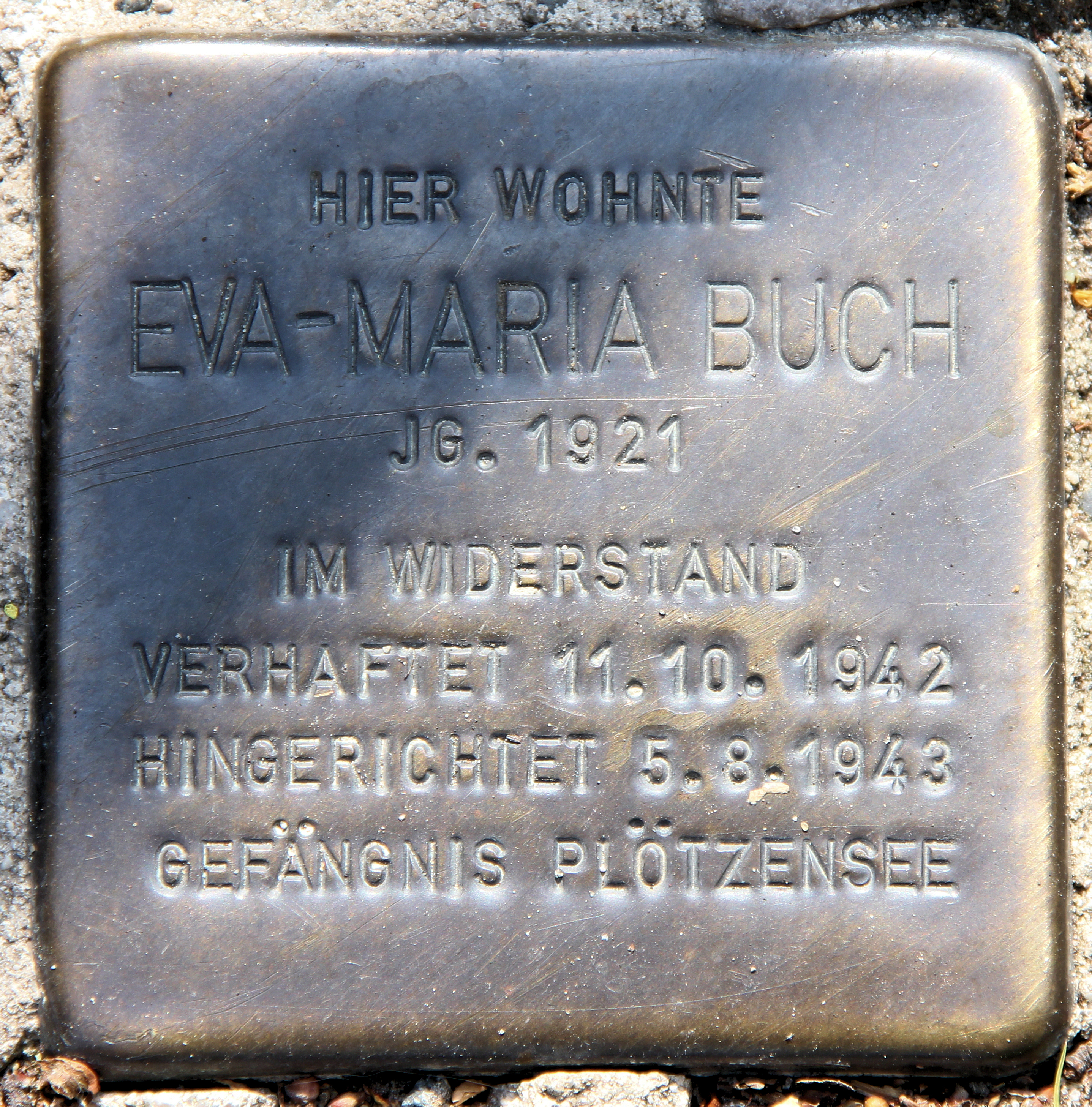
Stolperstein poświęciony Evie-Marii Buch

Eva-Maria Buch (ur. 31 stycznia 1921 w Berlinie, zm. 5 sierpnia 1943 tamże) – członkini ruchu oporu w III Rzeszy Niemieckiej związana z Czerwoną Orkiestrą.

## Życiorys
Urodziła się w katolickiej rodzinie w Charlottenburgu. Mieszkała tu z rodzicami do połowy lat 30. XX w. Do 1939 uczęszczała do szkoły urszulanek. Nie mając matury (szkoła przestała działać z powodu wybuchu wojny), od 1940 chodziła na seminarium dla tłumaczy na Uniwersytecie w Berlinie.
W latach 1941–1942 pracowała w księgarni. Poznała wówczas dziennikarza Wilhelma Guddorfa, dzięki któremu związała się z Czerwoną Orkiestrą. Jesienią 1942 pomogła mu ukryć się w Berlinie. W dniu 10 października została aresztowana przez gestapo w domu rodziców. Guddorf niebawem został skazany na śmierć. Wyrok wykonano 13 maja 1943.
W dniach 1–3 lutego 1943 sprawę Buch rozpatrywał Reichskriegsgericht. Głównym dowodem przeciwko niej był przetłumaczony przez nią na francuski artykuł dla robotników przymusowych pracujących w fabrykach amunicji. Nie chcąc pogrążać innych osób, m.in. Guddorfa, twierdziła, że sama napisała artykuł. Została uznana za winną i skazana na śmierć 3 lutego 1943. Rodzice zwrócili się do Adolfa Hitlera o ułaskawienie, ale odmówił. Została zgilotynowana w więzieniu Plötzensee 5 sierpnia 1943. Kościół katolicki w Niemczech uznał ją za męczennicę.

## Upamiętnienie
W Berlinie znajduje się Stolperstein jej poświęcony (przy Unter den Linden 6) i tablica w pobliżu katedry św. Jadwigi. Od 1993 Biblioteka Miejska w Tempelhof nosi jej imię.